# Longipalpus saipanensis
Longipalpus saipanensis là một loài bọ cánh cứng trong họ Cerambycidae.